# Quincy, M.E.
Quincy, M.E. (también conocida como Quincy) fue una serie de televisión estadounidense creada por Glen A. Larson y emitida por la cadena NBC entre el 3 de octubre de 1976 y el 11 de mayo de 1983. El papel principal fue interpretado por Jack Klugman, quien encarnaba a un médico relacionado con las investigaciones de la policía. En total, fueron emitidos 148 episodios.

## Sinopsis
La serie fue protagonizada por Jack Klugman como el doctor Quincy, un patólogo forense de Los Ángeles, con una gran voluntad, demasiado entusiasta y con muchos principios, que trabaja para determinar los hechos y las razones de posibles muertes sospechosas. Sus colegas, amigos y esposa se dirigen a él por su apellido o como "Quince". El nombre de pila del personaje nunca se dio completamente, aunque en el episodio de la tercera temporada "Cómplice de asesinato" su nombre aparece en una tarjeta de visita como "R. Quincy". 

## Reparto
- Jack Klugman es R. Quincy
- John S. Ragin es Robert Asten.
- Robert Ito es Sam Fujiyama.
- Joseph Roman es el sargento Brill.
- Garry Walberg es Frank Monahan.
- Val Bisoglio es Danny Tovo.
- Eddie Garrett es Ed.

## Temporadas
| Temporada | Temporada | Episodios | Episodios | Lanzamiento original     | Lanzamiento original     |
| --------- | --------- | --------- | --------- | ------------------------ | ------------------------ |
|           | 1         | 4         | 4         | 3 de octubre de 1976     | 3 de octubre de 1976     |
|           | 2         | 13        | 13        | 4 de febrero de 1977     | 4 de febrero de 1977     |
|           | 3         | 20        | 20        | 16 de septiembre de 1977 | 16 de septiembre de 1977 |
|           | 4         | 23        | 23        | 21 de septiembre de 1978 | 21 de septiembre de 1978 |
|           | 5         | 22        | 22        | 20 de septiembre de 1979 | 20 de septiembre de 1979 |
|           | 6         | 18        | 18        | 16 de septiembre de 1980 | 16 de septiembre de 1980 |
|           | 7         | 24        | 24        | 28 de octubre de 1981    | 28 de octubre de 1981    |
|           | 8         | 24        | 24        | 29 de septiembre de 1982 | 29 de septiembre de 1982 |